# Улица Вецпилсетас

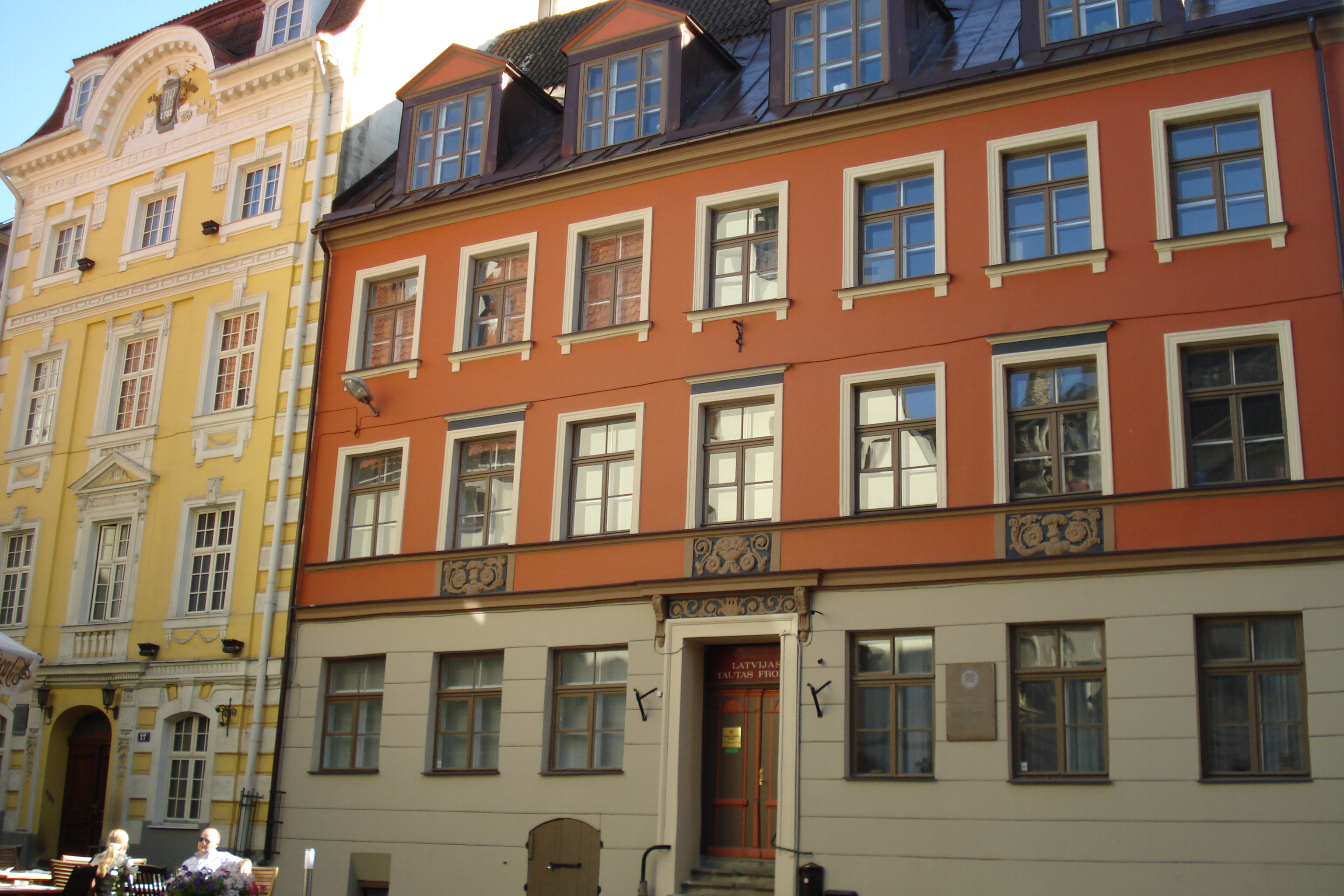
Музей народного фронта Латвии на улице Вецпилсетас 13/15,
слева — д. 17 (архитектор Хаберланд)

Улица Вецпилсетас (латыш. Vecpilsētas iela) — улица в Риге, в историческом районе Старый город.
Расположена недалеко от бывшей Рижской гавани. Имеет Т-образную форму: участок от улицы Аудею до улицы Алксная и участок, выходящий к улице Калею у площади Альберта. Длина улицы — 174 метра.

## История
Исторический участок Старой Риги между современными улицами Аудею, Калею и Пейтавас назывался ольшанником (лат. alnea palus; в нижненемецкой традиции elderbrok, ellerbruk, elrebrok) или Ольшанниковым болотом. Такое название эта местность носила в XIV—XVI столетиях. Существует мнение, что в средневековой Риге с момента основания Рижской крепости немецкими торговцами здесь было низкое болотистое место, густо поросшее диким ольшанником. Примерно в XVI столетия деревья были вырублены и местность была благоустроена для строительства амбаров и зернохранилищ. Во время археологических раскопок, проходивших в советское время на площади Альберта (расположенной на месте старого Рижского озера, исполнявшего функцию гавани для купцов, прибывавших с низовий Западной Двины с торговыми целями) были обнаружены свидетельства существования здесь так называемого донемецкого торгового поселения XI—XII столетий. В нём проживали ливы и, вероятно, представители балтийских и славянских народностей. Болото в зарослях ольшанника, по всей видимости, располагалось на противоположном от торгового поселения берегу реки Риги, на Рижском острове.
В 1540 году в исторических документах было впервые упомянуто название «Старый город» (н.-нем. Ellerbrok или edder olde statt). Название «Старый город» относилось к небольшой площади, расположенной в бывшем болоте. Сама улица Вецпилсетас, проходившая через площадь, переводится как Старогородняя. Так она и именовалась в традиции русских жителей Риги. Эта площадь исполняла роль рыночной, здесь находились большие весы. От площади в разные стороны отходили три улицы. Продолжение Вецпилсетас от улицы Калею (Кузнечной) до нынешней улицы 13 Января носила название Конюшенной (Сталлю или Конюшенный переулок). В конце XVII столетия на месте, где улица Вецпилсетас соединяется с площадью Альберта, была открыта первая в Риге ямская станция.
В XX веке весь участок улицы до площади Альберта получил название улица Сталлю. Потом, уже в конце 1940-х годов вся улица Сталлю была присоединена к Вецпилсетас; так сформировалась вся улица. В этой связи улица имеет необычную Т-образную форму.

## Достопримечательности
- Комплекс жилых домов и амбарных помещений XVI—XX столетий (№ 8а, 9, 10, 11, 13/15, 17), которые были квалифицированы как памятники искусства республиканского значения.

- На доме № 8 расположена эпитафия из песчаника, которая датируется началом XVII века.

- Декорированный фасад здания № 13/15, в который встроен портал 1789 года.

- Декорированный фасад здания № 17 (архитектор Кристоф Хаберланд, 1788 год). Здание было построено для семьи Крузе, которая возглавляла цех латышских извозчиков, игравший важную роль в общественной жизни города во второй половине XVIII века. Симанис Крузе являлся ольдерменом этого цеха и активно отстаивал его интересы в борьбе с немецкими цехами Риги. В верхней части фасада располагается герб семьи Крузе.

- На перекрёстке улиц Аудею и Вецпилсетас (Аудею, д. 7) располагается здание, спроектированное в 1899 году в стиле модерн (архитектор Альфред Ашенкампф (1858—1914)). Иногда его считают первым зданием, построенным в стилевой концепции модерна. Также с использованием элементов модерна был построен так называемый дом трубочиста (улица Скарню д. 6, перекрёсток с улицей Калькю, 1898 год).